# Kalevi Viskari
Kalevi Viskari (Svetogorsk, Finlandia (actualmente en Rusia), 15 de junio de 1928) fue un gimnasta artístico finlandés, medallista olímpico de bronce en Helsinki 1952 en el concurso por equipos.

## Carrera deportiva
Su mayor triunfo fue conseguir el bronce en las Olimpiadas de Helsinki 1952 en el concurso por equipos, quedando en el podio tras los soviéticos y suizos, y siendo sus compañeros de equipo: Kalevi Laitinen, Onni Lappalainen, Paavo Aaltonen, Berndt Lindfors, Olavi Rove, Heikki Savolainen y Kaino Lempinen.